# Sportgymnasium Schwerin
Das Sportgymnasium Schwerin ist ein Gymnasium in Schwerin. Sein Profil ist das eines Sportgymnasiums, das vom Deutschen Olympischen Sportbund als Eliteschule des Sports anerkannt ist.

## Geschichte
Die Schule ging aus einer Kinder- und Jugendsportschule hervor, die in der DDR für die Ausbildung sportlich talentierter Kinder und Jugendlichen gegründet wurde.

## Sport
Am Sportgymnasium Schwerin werden die Sportarten Boxen, Fußball, Judo, Leichtathletik, Schwimmen, Rudern, Turnen/Sportakrobatik, Rhythmische Sportgymnastik, Volleyball, Fechten, Tennis, Kanu, Segeln und Handball trainiert.
Für die Aufnahme ist eine Sichtung sowie eine Eignungsprüfung erforderlich, in der sechsten Klasse wird ein sportliches Gutachten über die Schüler erstellt. Die Sportlehrer/Trainer halten engen Kontakt zu den Landestrainern des Fachverbandes.
Das Sportgymnasium Schwerin ist beim Wettbewerb Jugend trainiert für Olympia regelmäßig sehr erfolgreich.

## Internat
Der Schule ist ein Internat angeschlossen in dem etwa 100 Schüler leben. Ein alter Plattenbau wurde 2009 abgerissen und durch einen modernen Neubau ersetzt, der im Herbst 2009 eröffnet wurde.